# 生物学の哲学
生物学の哲学または生物哲学（英: Philosophy of biology、稀にバイオ・フィロソフィ）は、科学哲学の分野の一つであり、生物学や医学における、認識論的・形而上学的・倫理的な問題を取り扱うものである。

## 概要
長い時代に渡って多くの哲学者、および知の哲学をする者たちが生物学に関心を抱き続けてきたが（例えば古くはアリストテレス、それにデカルトやカントも関心を抱いていた）、生物学の哲学が、哲学の独立した部門として登場したのは、ようやく1960年代から1970年代になってからに過ぎない。
科学哲学者は、ネオダーウィニズムが興った1930年代から1940年代から、1953年にデオキシリボ核酸の構造の発見や、より最近の遺伝子工学の発展に至るまで、生物学の発展に注意を払ってきた。
生物学の哲学は、今日では、広く普及し、よく組織された（独自の学術誌、会議、学会をもつ）専門分野となっている。当該分野のうちで最大の学会組織であるInternational Society for the History, Philosophy, and Social Studies of Biology (ISHPSSB) (http://www.ishpssb.org/ )の名称には、この分野の学際的な性格が良く表れている。

現在の生物学の哲学者の多くは概して、生命と非生命とを区別するという伝統的な問いを避けてきた。そうするかわりに、科学的研究分野としての生物学のよりよい理解に向けて、生物学者の実践、理論、およびそこで用いられる概念を研究している。科学的思考は、哲学的に分析され、その帰結が探求される。生物学の哲学を、理論生物学から純然と区別することは、しばしば困難である。生物学の哲学が答えようとする問いには、例えば以下のようなものが含まれる。
- 生物学的種とは何か？
- 我々の生物学的起源のもとで、合理性はいかにして可能か？
- 我々の人種やセクシャリティやジェンダーについての生物学的理解は、いかに社会的価値を反映しているか？
- 自然選択とは何か？それは一体どのように働くのか？
- 医者はどのように病気について説明するのか？
- 言語や論理はどこから生じてきたのか？
- 生態学は医学とどんな関係があるのか？

生物の哲学者の中でも、より哲学志向の強く経験的志向の弱い哲学者たちは、認識論や倫理学、美学や人類学、それに形而上学についてさえも、これらの抱える根本的な問題が、生物学によって自然科学的な解答を与えられることを望んでいる。
その上、生物学の進歩は社会に人間の生命のあらゆる側面に係わる伝統的価値について再考をせまっている。たとえば人間の幹細胞に遺伝子操作を行う可能性が生まれたことで、特定の生物学的技術が倫理的な合意をどのように侵害し得るのかについて、長い論争が生じた（生命倫理の項を参照）。もっと明確な哲学的問いが存在するが、生物学の哲学者たちが取り組んでいるものには次のような問いがある。
- 「生命とは、何か？」
- 「人間を、その独特な人間なるものにしているのは、何か？」
- 「道徳的思考の基礎は、何か？」
- 「審美的判断に私たちが用いている要因は、何か？」
- 「進化は、キリスト教やその他の宗教体系と両立するか」

形而上学と哲学分野における理論から得られる見解が、バイオインフォマティックスの分野で活躍する生物学者によりだんだんと使われ始めている。推測や調査をするのに論理的で使いやすいデータの体系を作るために、遺伝子オントロジーといったオントロジーの分野は、モデル生物を用いた生物実験の根拠を得るために用いられている。遺伝子オントロジー自体は、種間の関係を論理的に分類するものである。

## バイタリズム、機械論、還元主義、全体論、有機体論
生物学の論点の1つとして、バイタリズム（活力論、生気論）、還元主義、全体論、機械論、有機体論など、認識論や方法論が関わる論争がある。
バイタリズム、機械論（や唯物論）、還元主義、全体論、と呼ばれる考え方の状況について説明すると、「生気論者」と「唯物論者」と呼ばれる人たち、また「還元主義者」と「全体論者」と呼ばれる人たちは、それぞれ、自分の用いる用語をあまりに明確に定義しないままに用いており、同じ陣営だと思われている人たちも、ひとりひとり用語を異なった用法・意味で用いていて、かなり混乱している。このような用語の混乱があるため、それぞれの陣営は、相手の陣営の考えをわざと戯画化してからかった上で、自分たちの考えについては「誤解された」と声高に憤るようなことを繰り返してきた。さらに、自分は正しい意見を述べているなどと述べつつ、自分自身に「有機体論者」や「還元主義者」と銘を打つと、とたんに反対陣営から公然と非難を浴びる事態に陥り、しかも　名目上は自陣営のはずの人々からも慇懃無礼な沈黙で迎えられると、D.L.ハルはこの論争の状況を解説している。この論争の性格というのは、科学的なものというよりも、まるで政治上の論争や教義上の論争を思い出させるような（たちの悪い）ものである、ということをD.L.ハルは指摘した。これだけでまだ理解できない人のために、この論争の　“たちの悪さ”についてもう少し具体的に説明する。科学に関する議論の場合は、一般には経験や議論でその議論に決着がつきそうなものだと思われているのだが、この議論では、経験を持ち出しても、理論を持ち出しても、議論に決着がつかないのである。歴史の一時期には、あたかもこの論争が経験的事実を根拠として決着がつけられるかのように議論が進められていた時期もあったが、現実にはそうはいかなかった。たとえば、実験をすすめ有機物質を人工的に合成したが、それはこの議論の解決には役立たなかった。また、理論的な点を根拠に勝負が決められることもなかった。例えば、かつては機械論は「全ての科学は力学という物理学の特定の分野に帰着させられる」などと解釈しつつ（と空想しつつ）論陣を張っていた。だがやがて力学というものは物理学の基礎として適切でない、と（物理学の変化・進歩とともに）判明したわけなのだが、かつての力学を絶対視することで主張を展開していた機械論者は、その力学の科学内での位置づけがすっかり変わってしまって自説の根拠を失っても、自分たちが間違っていたとは認めなかった。またさらに、人によっては「19世紀における進化論の導入と、20世紀における遺伝における分子的根拠の発見がこの論争に ある特定の方向での決定的な影響を与えたはずだ」などと考えるかも知れないが、実際に論争の領域で起きた事実というのはその逆のことで、例えば、Marjorie Greneやマイケル・ポラニーのような反還元論者は、むしろ進化の総合説に対して、「生物をただの多数の分子の集まりであるかのように考える還元論者の独断だ」と批判したのである。それだけではない。（単純な人は意外に思うかも知れないが）G.G.シンプソンやエルンスト・マイヤーのような有機体論者は、進化論というのを、機械論的な還元主義に対する主要な防壁だ、と考えているのである。よって結局、この論争の歴史を丹念に学べば学ぶほど、たとえ経験的な事実であろうとも理論的なものであろうとも、この議論を一方向に落着させることはとてもできない、ということに気づかされることになる。ヒルデ・ハイン Hilde Heinは、この論争の長さ、討論の険悪な雰囲気、さらに、新たな科学的な成果がどちら側の陣営にも安易に利用される様子などを観察して、結局この論争というのはメタ科学的あるいはメタ理論的な考察によって動いている、と指摘した。
- 還元主義は、低次のプロセスを理解することにより、高次のプロセスをより深く理解した、と見なすこと、である。たとえば、循環系全体の運動を観察するよりも、心臓が拍動することにより血液が流れていくことを理解することで、循環系をより深く理解することができる、と考える。
- 全体論とは、高次プロセス（システム内の要素間で起こる相互作用により、上位レベルで起こる現象）に重点を置く観点をさす。 たとえば、他の種が滅びたにもかかわらず、フィンチの1種のみがなぜ生き残ったかを説明するとき、全体論の手法としては生態系全体を考える。生態系の下位だけを見ることでは、全体的なふるまい（この場合、生物多様性の減少）を効果的に説明できない、と考えるのである。

## 生物学の哲学の自立
生物のなかで生じている過程は、すべて物理法則に従っている。非生命的過程との違いは、それが組織化され、コードされた情報に統制されていることにある。このため、生物学者や哲学者のなかには（たとえばエルンスト・マイヤーやデイヴィド・ハル）、ふたたびチャールズ・ダーウィンを厳密に哲学的に考えようとするものもいる。科学哲学を古典物理学から導こうと試みるときには問題が立ちはだかるとしても、そうすることでこの問題のうちいくつかを解決したいのである。後者の古典物理学に範をとる実証主義アプローチでは、厳格な決定論（高確率ではない）を強調し、普遍的に適用できる法則を発見することを目指しており、またその法則も実験のなかで検証可能であるとしていた。生物学は、基礎的なミクロ生物学の水準を超えると、次のような批判に応じることが難しかった。たとえば、カール・ポパーは1974年に、「ダーウィニズムは検証可能な科学理論ではなく、形而上学的なリサーチ・プログラムである」と述べた。標準的な科学哲学は、生物を特徴づける多くのものを、つまり遺伝子型というかたちで伝わっていく歴史的な要素を排除していると考えられた。
哲学に関心のある生物学者が応じるときには、生物のもつ2重の性質を強調した。ひとつには、遺伝的プログラム（核酸のなかに刻みこまれている）、つまり「遺伝子型」があった。もうひとつには、拡張された身体すなわちソーマ、つまり「表現型」があった。生物学の視点から一般化するときには、比較的確率的かつ非普遍的な性質を伴うが、20世紀の物理学にも似たような側面がある。標準的な科学哲学が物理学のそのような側面を説明しようとしているのは、生物学のそのような性質を説明する助けとなる。
このようなことがあって、近接要因や説明、つまり表現型を扱う「なぜ」の疑問と、進化的要因を含めた究極要因、つまり遺伝子型を扱う「なぜ」の疑問とを区別するに至った。この明確化は、エルンスト・マイヤーらが1940年代に自然選択によるダーウィン的進化と遺伝の遺伝学的モデルをじつにうまく調停したときの一環である。それ以来、概念を明確化することにかかわることが、これらの哲学者の多くを特徴づけることになった。些細なことであるが、ここで思い起こされるのは、生物学にはミクロ生物学から生態学までさまざまであるものの、すべてに共通する科学的な基盤があるということである。生物学の哲学を完成するためには、これらの営為すべてを説明する必要がある。これと比べると些細ではないのだが、生物学の哲学は、目的論という概念の箱を開けてしまった。1859年以来、科学者は宇宙的目的論という概念、つまり進化を説明し予測しうるプログラムないし法則を必要としてこなかった。ダーウィンのおかげで必要とせずにすんでいたのである。しかし、目的論的説明（目的や機能に関する）は、高分子の構造を説明する場合から社会システムのなかで起こる協力を説明する場合に至るまで、生物学のなかで執拗にもいまだに有用である。遺伝的プログラムが厳密に科学的に統制しているシステムやほかの物理的システムをある用語で記述し説明するとき、その用語が何であるか明らかにし、いつ使うのかを制限すれば、もとにある有機的な過程のもっている物理的という性質に関与したまま、目的論的な疑問を考え、調べることができる。
これと同じように注目されてきた概念は、自然選択（自然選択の標的は何であるのか。個体か。ゲノムか。種か）、適応、多様性、分類、種と種分化、マクロ進化である。
生物学自体が他の科学と密接な交流を通じて自律的な分野として発展してきたのと同様に、他の哲学分野の見解を十分に参照しつつも、生物学における科学的探求によって提起された現実的問題に回答を与えることを試みる、生物科学に特化した哲学を展開するため、生物学者と哲学者の両者が共同で数多くの仕事を行ってきている。

## 英米圏以外の生物学の哲学
英語圏の哲学者の大多数は、生物学の哲学を分析哲学の領域であると認識している。しかし、大陸哲学を領域とするヨーロッパの哲学者は、生物学の哲学を生物学の一部であると認識している。これらの見解の違いは言語の違いに関係なく有名である。ゲルハルト・フォルマーは、しばしばこの問題の橋渡しとして考えられている。彼はドイツで教育を受け居住しているにもかかわらず英語圏の見解を主に支持しており、ローレンツとクワインの見解を発達させたとして有名である。また、ハーバード大学の研究者の一人であるハンス・ヨーナスは、ヨーロッパの見解である生物学の分野からのアプローチを試みている。ヨーナスは「The Phenomenon of Life」（New York, 1966）において、「生物学的な事実に実在する解釈」を大胆にも発表している。刺激に対する生体反応により始まり、人間が宇宙へ行こうとすることと、現象学の細部に対する見解によって締めくくられている。フォルマーの研究は主流の生物学の哲学を領域とする学者にあまり大きな影響を与えてはいないが、フォルマーの研究の指針は現在の哲学における生物学の見解に大きな影響を与えている。また、シカゴの哲学者であるマージョリー・グリーンはこの分野の権威である。

## 生物学における科学的方法
生物学は、他の科学に比べ、体系立った理論的に導かれることが少ない 。このことは、特に、ゲノミクスのような様々な「ミクス系」の分野において、ハイスループット・スクリーニング技術が利用可能になり、その複雑性からデータ駆動型が主流になって以降顕著になった。またこのようなデータ集約的な科学的発見は、経験主義、理論、コンピュータシミュレーションに次ぐ第4の科学的方法であると考える者もいる。一方で、この考えを否定するものもいる。
クラカウアーらは「機械学習は、メカニズムに関する理論構築の準備としてデータを前処理する強力な手段であるが、それを科学的探究の最終目標と考えるべきではない」また、「あらゆるハイスループットデータから必要な関連情報を抽出するための基本として、腫瘍生物学の理解が不可欠である」と語っている。というのも、がん免疫療法の大成は、基礎生物学の理解から得られたものであるため、やはり基礎理論の重要性は無碍にできないと主張する。
生物学における理論は、物理学に比べると厳密には形式化されていない。しかし物理学と同じように、1）古典的な数学的分析理論に加え、2）統計学に基づく理論、3）コンピュータ・シミュレーション、4）概念的／言語的分析といった手法が研究の際に用いられる。しかし一部には生物学が科学として進歩する為には、より厳密な数学モデルに寄らなければ、「虚無を語る」理論になる危険性があるとの意見もある。
他にも、腫瘍生物学研究における細胞のシグナル伝達プロセスの解明では、今まで個々の遺伝子やタンパク質の機能を特定することに主眼が置かれてきた。しかし、ジェーンズはは、細胞の意思決定を駆動するシグナル伝達の「背景」にある要因を示し、より体系的な研究方法の必要性を示した。

### 生物学の哲学者
- ロバート・アープ
- アンドレ・アリュー
- ロバート・ウィルソン
- ウィリアム・ウィムザット
- ケネス・ウォータース
- デニス・ウォルシュ
- ゲルハルト・ヴォルマー
- マーク・エレシェフスキー
- サミール・オカーシャ
- ジョルジュ・カンギレム
- フィリップ・キッチャー
- ドナルド・キャンベル
- ジェイムズ・グリーゼマー
- ポール・E・グリフィス
- ピーター・ゴドフリー＝スミス
- サホトラ・サーカー
- ケネス・シャフナー
- ロバート・スキッパー
- カイル・スタンフォード
- キム・ステレルニー
- バリー・スミス
- ネヴィン・セサルディック
- エリオット・ソーバー
- リンドリー・ダーデン
- ダニエル・デネット
- ジョン・デュプレ
- デイヴィッド・ハル
- ジョン・ベイティ
- ウィリアム・ベクテル
- ロバート・ブランドン
- マリオ・ブンゲ
- アンリ・ベルクソン
- ジェイムズ・マクローリン
- モーハン・マサン
- マッテオ・マメリ
- ルース・ミリカン
- ロバータ・ミルステイン
- ハンス・ヨナス
- ロバート・リチャードソン
- マイケル・ルース
- アレクザンダー・ローゼンバーグ
- エリザベス・ロイド

### 生物学の哲学的側面に関心を持つ生物学者
- フランシスコ・J・アヤラ
- E.O.ウィルソン
- デイビッド・スローン・ウィルソン
- マイケル・ギセリン
- スティーヴン・ジェイ・グールド
- ジャレド・ダイアモンド
- リチャード・ドーキンス
- パトリック・ベイトソン
- エルンスト・マイヤー
- ジョン・メイナード＝スミス
- ジョアン・ラフガーデン
- リチャード・ルウィントン

## 関連文献

### 英文
- Mahner, Martin., Bunge, Mario. (1997) Foundations of Biophilosophy ISBN 3-540-61838-4
- Witzany, Guenther. (2010) "Biocommunication and Natural Genome Editing", Springer. ISBN 9789048133185

### 和書
- 『生物科学の哲学』 デイヴィッド・ハル著 木原弘二訳  培風館 1985年
- 『生物哲学の基礎』 マルティン・マーナー、マリオ・ブンゲ著 小野山敬一訳シュプリンガージャパン 2008年 ISBN 4431100253
- 『セックス・アンド・デス—生物学の哲学への招待』 キム・ステレルニー、ポール・グリフィス著 太田紘史、大塚淳、田中泉吏、中尾 央 、西村正秀、藤川直也訳 春秋社 2009年 ISBN 4393323238

進化論の哲学
- 『マイア進化論と生物哲学』 エルンスト・マイア著  八杉貞雄、新妻昭夫訳 東京化学同人 1994年 ISBN 480790423X
- 『ダーウィンの危険な思想』 ダニエル・デネット著 山口泰司他訳 青土社 2000年 ISBN  4791758609
- 『進化論の射程—生物学の哲学入門』 エリオット・ソーバー著 松本俊吉、 網谷祐一、森元良太訳 春秋社 2009年 ISBN 4393323181

### 洋書
- Mayr, E The Growth of Biological Thought: diversity, evolution and inheritance London Harvard University Press 1982 ISBN 0-674-36445-7
- Mayr, E Towards a new philosophy of biology:observations of an evolutionist London Harvard University Press 1988 ISBN 0-674-89666-1
- Witzany, G Life: The Communicative Structure. A New Philosophy of Biology Norderstedt Libri Books on Demand ISBN 3-8311-0349-6
- Alexander Rosenberg Structure of Biological Science Cambridge Cambridge University Press 1985
- Elliot Sober The Nature of Selection Cambridge, Mass. MIT Press 1984